# Saisons 1995 à 1998 de Sébastien Loeb en sport automobile
1999
C'est en 1995 que Sébastien Loeb fait ses premiers pas en compétition automobile dans le cadre de l'opération de détection Volant Rallye Jeunes. Il remporte la finale avant d'être déclassé second au profit de Nicolas Bernardi, puis récidive l'année suivante. Remarqué par Dominique Heintz et Rémi Mammosser, il participe à son premier rallye en 1997 au sein de la structure Ambition Sport Auto que les deux hommes créent de toutes pièces pour lancer sa carrière amateur. Au volant d'une Peugeot 106 Rallye homologuée en classe N1 puis N2, il prend part au trophée annuel organisé par le constructeur français et s'impose sur quatre épreuves dans sa catégorie. Ses résultats lui valent d'être élu Espoir Échappement à l'issue de la saison. En 1998, il fait la connaissance de Daniel Elena qui deviendra à compter de cette date le copilote inséparable qui le suivra dans la conquête de ses neuf titres mondiaux. Le duo franco-monégasque évolue alors en groupe A6 dans le cadre du Trophée Citroën Saxo Kit Car et remporte trois des cinq manches auxquelles il participe, dont une première victoire au classement général d'une épreuve lors du rallye du Val d'Agout.

## 1995
Interpellé par une publicité dans un magazine en 1994, Sébastien Loeb apprend l'existence de l'opération Volant Rallye Jeunes, filière de détection lancée à travers toute la France et organisée conjointement par la FFSA et Peugeot Sport. Adressé prioritairement aux jeunes désargentés et non-licenciés, ce programme national suscite l'intérêt de l'Alsacien, alors âgé de vingt ans et en passe d'entamer un BEP d’électrotechnicien en alternance. Jusqu'alors uniquement familiarisé avec les courses sauvages disputées sur les routes de campagne des environs de son domicile avec ses amis d'enfance, il prend connaissance des modalités d'inscription et de sélection auprès du concessionnaire de la marque au Lion situé à Haguenau et règle les frais de participation d'un montant de cent francs en puisant dans ses deniers personnels. Le premier tour se déroule durant l'automne de la même année, les sélections du secteur nord-est de l'Hexagone auquel Loeb est rattaché étant pour leur part organisées sur l'ancienne base de l'OTAN de Chenevières et rassemblent plus d'un millier de candidats. Au volant d'une Peugeot 106 Kid commune à l'ensemble des concurrents, le jeune Alsacien achève avec succès la première épreuve consistant à slalomer entre des plots sur un parcours chronométré dénué de difficulté majeure. Une centaine de participants se qualifient pour la suite de l’événement, mettant en scène un tracé plus long et plus technique. Loeb s'empêtre avec le levier de vitesses au moment d'aborder un virage au frein à main et abandonne plusieurs secondes. Il échoue à quelques dixièmes du chrono de référence et se retrouve éliminé prématurément de la compétition.
Davantage aguerri après plusieurs mois d'entraînement improvisé au volant de sa propre voiture, il retente sa chance à l'automne 1995, de nouveau sur le tarmac de la base de Chenevières. Il signe le temps de référence lors de chacune des trois épreuves au programme et se classe premier des huit candidats qualifiés pour la grande finale nationale, organisée deux semaines plus tard sur le circuit Paul Ricard. Il effectue le déplacement dans le Var accompagné de son père et de Frédéric Willmann, l'un de ses amis d'enfance participant également à l'événement. Loeb poursuit sa domination exercée lors des phases qualificatives en établissant le meilleur chrono sur l'ensemble des épreuves disputées, à l'issue desquelles les journalistes de la presse spécialisée présents sur place accourent pour lui adresser leurs félicitations et lui poser les premières questions dévolues au lauréat. Les organisateurs tardent cependant à déclarer l'Alsacien vainqueur et ajoutent un dernier test de façon inopinée, consistant à piloter une Peugeot 306 de série aux côtés de Gilles Panizzi qui doit alors juger des capacités de chacun. Le débat au sein du jury s'éternise. Décision est finalement prise d'infliger à Loeb une pénalité au motif que son ordre de passage lui aurait permis de bénéficier d'une meilleure luminosité en fin d'après-midi. Son poursuivant direct Nicolas Bernardi, pilote local bénéficiant de nombreux soutiens au sein des organisateurs, remporte la finale ainsi que la saison en Volant Peugeot 106 Rallye promise au vainqueur : « Mon principal tort, dans cette nébuleuse affaire, est de ne pas être issu du sérail. Je ne connais personne, je n'ai aucune relation. Je comprends à mes dépens que ces affaires-là, aussi, peuvent se régler en famille. C'est peut-être injuste, mais il n'y a rien à faire. ».

## 1996
Quelques jours après sa mésaventure en finale de l'opération Volant Rallye Jeunes, Sébastien Loeb reçoit un appel de Dominique Heintz, gérant d'un garage automobile basé à Soultz-sous-Forêts, capitaine de l'armée de terre au 44e régiment de transmissions et ancien pilote de rallye amateur ayant participé à quelques éditions du Dakar. Domicilié à Mutzig, il prit connaissance de la déconvenue du jeune Haguenovien dans les colonnes des Dernières Nouvelles d'Alsace et lui propose alors de venir lui rendre visite un dimanche après-midi. Loeb accepte l'invitation et se laisse convaincre de retenter sa chance l'année suivante dans la filière de détection nationale, les deux hommes se promettant de garder le contact. Appelé sous les drapeaux à l'occasion de son vingt-deuxième anniversaire, il intègre en février 1996 le 12e régiment d'artillerie situé à 3 km du pavillon familial en tant que pilote de char AMX-30 et profite huit mois plus tard d'une permission pour participer aux phases qualificatives de Volant Rallye Jeunes à Chenevières. Rôdé à l'exercice qu'il dispute pour la troisième fois, il monopolise le haut de la feuille des temps sur l'ensemble des tests chronométrés et se qualifie pour la grande finale pour la deuxième année consécutive. Cette dernière se déroule sur le circuit du Luc, toujours dans le Var. En tête des concurrents avant d'aborder la dernière manche, courue de nuit, il part en tête-à-queue dans une chicane après avoir coincé son pied sous la pédale d'accélérateur et manque une nouvelle fois l'opportunité d'entamer une carrière de pilote amateur.

## 1997
Désormais convaincu que la présence du jeune Alsacien en finale de Volant Rallye Jeunes à deux reprises consécutives ne tient pas du hasard mais d'un potentiel inexploité, Dominique Heintz le recontacte pour mettre en place un projet de point d'entrée dans la compétition automobile. Il réactive la structure Ambition Sport Auto initialement créée par ses soins dans les années 1980 pour participer au Dakar et refait appel à son ami Rémi Mammosser, alors directeur régional de Viessmann France, pour prendre en charge les finances de la petite équipe. Cette dernière est complétée par Bertrand Kuntz au poste des relations publiques ainsi que par deux mécaniciens : Armand Hollaender et Marco De Souza, salariés du garage de Heintz. Sébastien Loeb en est la pierre angulaire. Quarante-cinq mille francs sont investis en mars 1997 dans l'achat d'une Peugeot 106 Rallye N1 de 1 300 cm3 d'occasion appartenant à Marlyse Tremblay, ancienne lauréate du Volant Rallye Jeunes,.

### 13eRallye du Florival
Le 5 avril 1997, à l'âge de vingt-trois ans et affublé du numéro 98, le jeune Haguenovien prend le départ de son tout premier rallye lors de la treizième édition du Florival, épreuve régionale réputée, disputée sur le Col du Firstplan. La liste d'engagements très fournie regroupe près de quatre-vingt participants, dont dix-huit dans la seule catégorie N1. Dominique Heintz tient le rôle du copilote et lui enseigne durant les semaines précédant le coup d'envoi les rudiments de la discipline en matière de prise de notes et de réglementation. Faute d'avoir pu organiser une séance d'essais préliminaires, les réglages élémentaires de leur Peugeot 106 sont effectués quelques heures avant le début de la compétition sur les routes avoisinantes. Persuadé que le chronomètre ne se déclenchait qu'au moment de franchir la ligne de départ par l'intermédiaire de cellules électroniques, absentes des épreuves régionales, Loeb abandonne plusieurs secondes sur les autres concurrents avant même de s'élancer dans la première spéciale. Il rejoint le point d'arrivée à treize dixièmes du temps de référence de sa catégorie établi par Benoît Meyer sur une Peugeot 205 et pointe à la seconde place. Les quatre secteurs restants se résument à réitérer le même parcours. Il signe le meilleur chrono lors de chacun de ses passages et remporte la victoire dans la classe N1 avec plus de dix secondes d'avance sur son poursuivant direct. Fortement marqué par l'expérience, Heintz déclare à l'un des membres de son équipe : « Soit ce type est fou, soit c'est un génie. », tandis que la performance de son jeune protégé est reprise dans les colonnes de Rallyes Magazine,.
| Étape     | Jour  | E.S. | Heure | Nom | Distance | Clas. Spé. Cat. | Clas. Spé. | Temps        | Vit. Moy. | Clas. Cat. | Clas. |
| --------- | ----- | ---- | ----- | --- | -------- | --------------- | ---------- | ------------ | --------- | ---------- | ----- |
| Étape 1   | 5 avr | SS1  |       |     | km       | 2e              | 40e        | 3 min 41 s 5 | km/h      | 2e         | 40e   |
| Étape 1   | 5 avr | SS2  |       |     | km       | 1er             |            | 3 min 38 s 9 | km/h      | 2e         | 40e   |
| Étape 1   | 5 avr | SS3  |       |     | km       | 1er             |            |              | km/h      | 1er        |       |
| Étape 1   | 5 avr | SS4  |       |     | km       | 1er             |            |              | km/h      | 1er        | 36e   |
| Étape 1   | 5 avr | SS5  |       |     | km       | 1er             |            | 3 min 44 s 6 | km/h      | 1er        | 33e   |
| Sources,. |       |      |       |     |          |                 |            |              |           |            |       |

### Volant Peugeot 106 Rallye

#### 6eRallye du Vignoble Alsacien
Les résultats obtenus au Florival achèvent de convaincre Dominique Heintz du potentiel de son jeune protégé et le confirment dans son intention de disputer avec l'ensemble de l'équipe Ambition Sport Auto le Volant Peugeot 106 Rallye, championnat national servant de rampe de lancement pour les meilleurs débutants. Échaudé par sa courte expérience sur le siège passager de Sébastien Loeb, il débauche un autre copilote pour le remplacer ponctuellement en la personne de Karine Triboulot, amie de Bertrand Kuntz et plusieurs fois navigatrice de pilotes amateurs par le passé. La sixième édition du rallye du Vignoble Alsacien marque l'ouverture de la saison à la fin du mois d'avril 1997. Loeb y fait la connaissance de Daniel Elena, également inscrit au départ de l'épreuve en tant que copilote d'Hervé Bernard à bord d'une Peugeot 106 Rallye 1 600 cm3 de l'équipe Rallye Jeunes. L'Alsacien s'impose de nouveau dans la catégorie N1 au moment de franchir l'arrivée à Sélestat.

#### 14eRallye des Vins-Mâcon
Deuxième manche du championnat, le rallye des Vins-Mâcon constitue la première excursion rallystique de Sébastien Loeb en dehors de sa région natale. Ce troisième départ dans la discipline se déroule aux côtés d'un nouveau copilote, Christophe Schneider, ce dernier ayant déjà évolué à ce poste pour Dominique Heintz dans les années 1980. Le nouveau duo demeurera dès lors inchangé pour le restant de l'année 1997 et célèbre sa première collaboration par un nouveau succès en classe N1.

#### 15eRallye Charlemagne
Loeb signe en juillet 1997 sa quatrième victoire dans sa catégorie en autant de compétitions disputées en s'imposant lors du rallye Charlemagne devant Jimmy Mannessier, pilote local réputé parmi les amateurs éclairés. Le jeune Alsacien commence alors à se faire un nom dans le milieu. Sa situation financière demeure néanmoins précaire, l'ensemble des primes de courses récoltées étant automatiquement réinjectées dans les frais de fonctionnement de l'équipe. Faute de pouvoir se payer l'hôtel, il recoure fréquemment aux gîtes collectifs ou à la banquette de sa voiture en guise d'hébergement.

#### 10eRallye de Loire-Atlantique
Les résultats supérieurs aux attentes de leur jeune protégé poussent Dominique Heintz et Rémi Mammosser à doubler la mise dès l'automne en revendant la Peugeot 106 Rallye utilisée jusqu'alors pour tenter d'acquérir un modèle de 1 600 cm3 homologué pour la classe N2, indispensable pour espérer lutter contre les meilleurs concurrents du Volant Peugeot. Ils parviennent finalement à convaincre un restaurateur de Sélestat passionné de sport automobile de leur louer l'exemplaire en sa possession. Les deux mécaniciens Armand Hollaender et Marco De Souza sont dès lors remplacés par les équipes de PH Sport, préparateur reconnu dans le milieu et dirigé par Bernard Piallat. La nouvelle voiture est inaugurée au rallye de Loire-Atlantique. Après avoir sérieusement endommagé sa Peugeot 205 GTI personnelle lors des reconnaissances, Sébastien Loeb est victime d'un problème d'embrayage durant la course l'empêchant de défendre ses chances pour les places d'honneur. Il franchit la ligne d'arrivée à la sixième place du classement Peugeot.

#### 40eCritérium des Cévennes
La saison s'achève au Critérium des Cévennes, épreuve de niveau national faisant également office de pénultième manche du Championnat de France des rallyes 1997. Christophe Schneider étant retenu en Alsace par son travail, Loeb fait appel à son ami d'enfance et créateur de sa mascotte Scratch, Denis Jodin, pour effectuer les reconnaissances avec lui et prendre les notes du tracé. Il se hisse en tête de sa catégorie dès le coup d'envoi du rallye devant le leader du Volant Peugeot, Lionel Montagne, avant d'endommager le train arrière de sa voiture dans une compression. Abandonnant plusieurs minutes dans l'incident, il parvient à entamer une remontée avec succès qui le conduit jusqu'à la quatrième place finale en dépit d'un support de boîte de vitesses cassé.

#### Bilan de la saison
Avec quatre victoires de classe en six rallyes disputés, les résultats de Sébastien Loeb pour ses débuts dans la compétition automobile lui valent d'être élu Espoir Échappement de l'année 1997, succédant ainsi à des références françaises de la discipline comme Didier Auriol, Philippe Bugalski ou François Delecour. Neuvième du classement final du Volant Peugeot auquel il ne participa que partiellement, l'Alsacien est alors confronté à la décision de son copilote Christophe Schneider d'arrêter définitivement la compétition en raison de fortes appréhensions survenues à la suite du Critérium des Cévennes. Sans baquet pour des motifs similaires en provenance de son pilote Hervé Bernard, Daniel Elena, jeune monégasque précaire passionné de rallye dont il fit la connaissance au Vignoble Alsacien, lui propose ses services. Les deux hommes ne se quitteront plus.
| #     | Rallye                      | Catégorie | Départ | Victoire | Podium | Abandon | Points | E.S. Prog. | E.S. Clas. | E.S. Dép. | Scratchs | %Scratchs | E.S. Tête | %E.S. Tête | Clas. Cat. | Clas. Tr. | Clas. |
| ----- | --------------------------- | --------- | ------ | -------- | ------ | ------- | ------ | ---------- | ---------- | --------- | -------- | --------- | --------- | ---------- | ---------- | --------- | ----- |
| 1     | Rallye du Vignoble Alsacien | N1        | ●      |          |        |         | 7      |            |            |           |          |           |           |            | 1er        | 14e       |       |
| 2     | Rallye des Vins-Mâcon       | N1        | ●      |          |        |         | 12     |            |            |           |          |           |           |            | 1er        | 9e        |       |
| 3     | Rallye de la Montagne Noire | -         |        |          |        |         | -      | -          | -          | -         | -        | -         | -         | -          | -          | -         | -     |
| 4     | Rallye Charlemagne          | N1        | ●      |          |        |         | 12     |            |            |           |          |           |           |            | 1er        | 9e        | 24e   |
| 5     | Rallye du Limousin          | -         |        |          |        |         | -      | -          | -          | -         | -        | -         | -         | -          | -          | -         | -     |
| 6     | Rallye de Loire-Atlantique  | N2        | ●      |          |        |         | 15     |            |            |           |          |           |           |            |            | 6e        | 15e   |
| 7     | Critérium des Cévennes      | N2        | ●      |          |        |         | 20     |            |            |           |          |           |           |            |            | 4e        | 19e   |
| Total |                             |           | 5      | 0        | 0      | 0       | 66     |            |            |           |          |           |           |            | N/A        | 9e        | N/A   |

## 1998
Désireux que son jeune protégé accède à la catégorie supérieure le plus rapidement possible, Dominique Heintz le convainc de retenter pour la quatrième fois consécutive l'opération de détection Volant Rallye Jeunes organisée en novembre 1997 dans le but de négocier en cas de victoire un programme officiel avec Peugeot Sport sur une 106 Maxi, véritable voiture de course du groupe A6 et dont le prix la rend hors de portée pour envisager une acquisition standard. Loeb franchit les phases préliminaires de Nancy et se qualifie pour la finale nationale disputée sur le circuit de Lédenon. Entre-temps, la marque au Lion lui laisse entendre qu'une mise à disposition d'une 106 Maxi ne saurait se faire sans avoir remporté une première fois le Volant Peugeot. Heintz considère cette perspective comme une perte de temps et se laisse au contraire séduire par la description faite par Bernard Piallat, directeur de PH Sport, d'un nouveau concept introduit par Citroën à compter de la saison 1998 et baptisé Trophée Citroën Saxo Kit Car. Lui et son ami Rémi Mammosser obtiennent un crédit bancaire de trois cent mille francs chacun pour l'achat d'un exemplaire de la petite citadine sportive du double chevron en vue de participer à ce nouveau championnat haut de gamme pour jeunes pilotes. Loeb apprend la nouvelle la veille au soir de la finale de Lédenon et décide de rester fidèle aux deux hommes, annulant au dernier moment sa participation au grand dam des organisateurs.

### 2eRallye Épernay-Vins de Champagne
C'est en mars 1998, dans le cadre de la deuxième édition du rallye Épernay-Vins de Champagne qui doit servir de répétition générale avant l'ouverture du Trophée Citroën Saxo Kit Car, que Sébastien Loeb entame sa collaboration avec Daniel Elena qui perdurera durant près de deux décennies, jusqu'à la retraite sportive des deux hommes : « On courait en Peugeot 106 tous les deux en 1997. J'avais un copilote et lui était avec Hervé Bernard. On a appris à se connaître, on se fréquentait. Moi, mon copilote avait eu peur aux Cévennes, il voulait arrêter. De son côté, Hervé Bernard arrêtait aussi. Je n'avais plus de copilote, lui plus de pilote. Donc on était fait pour être ensemble. Ce qui me plaisait chez Daniel, c'est que l'on s'entendait bien. On avait le même âge, il aimait bien déconner. ». Ils remportent la victoire dans la catégorie A6 pour leur première association et arborent une pointe de vitesse suffisante pour accrocher la quatrième place du classement général de l'épreuve.

### Trophée Citroën Saxo Kit Car

#### 17eRallye Val d'Agout
Sébastien Loeb remporte sa première victoire dans le Trophée Citroën Saxo Kit Car lors du rallye du Val d'Agout, deuxième manche du championnat. Il franchit sur l'épreuve tarnaise une nouvelle étape dans sa carrière en émergeant pour la première fois en tête du classement général à l'arrivée, toutes catégories confondues,,.

#### 32eRonde Cévenole
L'Alsacien se retrouve opposé six semaines plus tard lors de la Ronde Cévenole à Jean-François Bérenguer, local de l'épreuve et favori du championnat. Les deux hommes se livrent un duel serré pour le gain du leadership. En tête au départ de la dernière spéciale, à Saint-Bresson, Loeb est victime de la première crevaison de sa carrière à 4 km de l'arrivée et perd aussitôt le contrôle de sa Citroën Saxo dans le virage suivant. Il percute un rocher frontalement et part en tonneaux, provoquant d'importants dégâts sur sa voiture. Blessé à la cheville, son copilote Daniel Elena est quant à lui conduit à l'hôpital. Dominique Heintz et Rémi Mammosser parviennent à faire jouer l'assurance et sauver ainsi le programme de leur structure Ambition Sport Auto.

#### 25eRallye du Rouergue Aveyron Midi-Pyrénées
Une nouvelle Citroën Saxo Kit Car est livrée par PH Sport en juillet 1998 à la veille du départ du rallye du Rouergue. De couleur verte, celle-ci est vierge de tout autocollant publicitaire. Deux mécaniciens de la structure haute-marnaise s'affèrent aux côtés de Sébastien Loeb et de Daniel Elena à la mise en condition de la voiture dans les environs de Rodez tandis que Dominique Heintz, Rémi Mammosser et Bernard Piallat doivent arriver sur place durant la nuit. De nombreux problèmes surviennent durant la préparation, dont des coupures moteur à répétition, une rampe de phares défectueuse et des anomalies électriques. Impatient, le jeune Alsacien se lance dans une séance d'essais improvisée aux côtés de l'un des mécaniciens sur les routes des environs. Il sort de sa trajectoire au moment d'aborder un virage et percute un talus. La coque de l'auto est sévèrement endommagée, la rendant irrécupérable. Celle-ci n'étant pas assurée lors des essais, l'investissement de six cent mille francs réalisé par Heintz et Mammosser se retrouve réduit à néant.
Dépité et estimant son aventure rallystique définitivement terminée, Loeb se laisse convaincre de se rendre au rallye de la Châtaigne pour faire de la visibilité et éviter de tomber dans l'oubli. Philippe Soriano, responsable de la formule de promotion au sein de Citroën Sport, évoque alors sa mésaventure auprès de Richard Parisot, concessionnaire de la marque à Mâcon et Chalon-sur-Saône. Intéressé par l'histoire et séduit par le discours enflammé de Dominique Heintz, Parisot accepte de leur verser quatre-vingt-dix mille francs pour l'achat d'une nouvelle coque en échange de la présence d'autocollants publicitaires à l'effigie de sa concession sur la carrosserie, sauvant ainsi in extremis la carrière du futur champion du monde.

#### 38eRallye Le Touquet Pas-de-Calais
Sébastien Loeb se présente début octobre au rallye du Touquet, pénultième manche de la saison, avec une nouvelle Citroën Saxo de couleur jaune BiC. Pétrifié par l'enjeu, sachant ne plus avoir droit à l'erreur, il concède dix-sept secondes sur le chrono de référence établi par Daniel Forès dès la première spéciale. Retrouvant peu à peu son rythme, il dispute le leadership à Jean-François Bérenguer pour finalement s'imposer, profitant d'une surchauffe moteur de son adversaire dans l'ultime secteur.

#### 43eRallye d'Automne La Rochelle
Le trophée s'achève trois semaines plus tard dans le cadre du rallye d'Automne. Loeb s'adjuge une nouvelle victoire dans des conditions climatiques difficiles mettant en scène de fortes intempéries. Les deux primes de soixante-cinq mille francs promises au vainqueur acquises lors des deux dernières manches de la saison permettent à l'équipe d'éponger une partie des dettes accumulées lors des précédents déboires.

#### Bilan de la saison
Pour ses premiers pas dans la catégorie A6, Sébastien Loeb confirme son potentiel et les espoirs placés en lui par Dominique Heintz et Rémi Mammosser. Il s'adjuge trois victoires lors du Trophée Citroën Saxo Kit Car, autant que le vainqueur du championnat Jean-François Bérenguer, et parvient à se classer sixième en dépit de son absence de deux des sept manches de la saison.
| #     | Rallye                 | Catégorie | Départ | Victoire | Podium | Abandon | Points | E.S. Prog. | E.S. Clas. | E.S. Dép. | Scratchs | %Scratchs | E.S. Tête | %E.S. Tête | Clas. Tr. | Clas. |
| ----- | ---------------------- | --------- | ------ | -------- | ------ | ------- | ------ | ---------- | ---------- | --------- | -------- | --------- | --------- | ---------- | --------- | ----- |
| 1     | Rallye Alsace-Vosges   | A6        | ●      |          |        |         | 0      |            |            |           |          |           |           |            | DSQ       | DSQ   |
| 2     | Rallye du Val d'Agout  | A6        | ●      | ●        | ●      |         | 50     |            |            |           |          |           |           |            | 1er       | 1er   |
| 3     | Ronde Cévenole         | A6        | ●      |          |        | ●       | 0      |            |            |           |          |           |           |            | Ab.       | Ab.   |
| 4     | Rallye du Rouergue     | A6        |        |          |        |         | 0      |            | 0          | 0         | 0        | 0,00%     | 0         | 0,00%      | NP        | NP    |
| 5     | Rallye de la Châtaigne | -         |        |          |        |         | -      | -          | -          | -         | -        | -         | -         | -          | -         | -     |
| 6     | Rallye du Touquet      | A6        | ●      | ●        | ●      |         | 50     |            |            |           |          |           |           |            | 1er       | 8e    |
| 7     | Rallye d'Automne       | A6        | ●      | ●        | ●      |         | 50     |            |            |           |          |           |           |            | 1er       | 2e    |
| Total |                        | A6        | 5      | 3        | 3      | 1       | 150    |            |            |           |          |           |           |            | 6e        | N/A   |